# Carta de condução (Portugal)

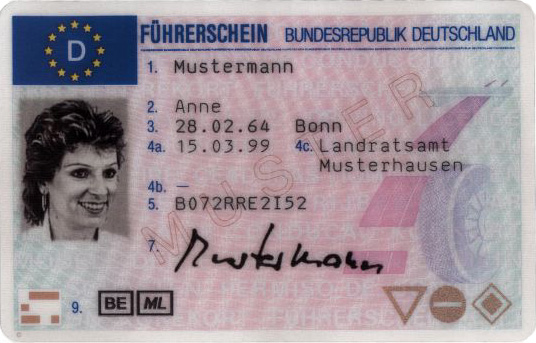
Carta de condução (modelo europeu) — frente

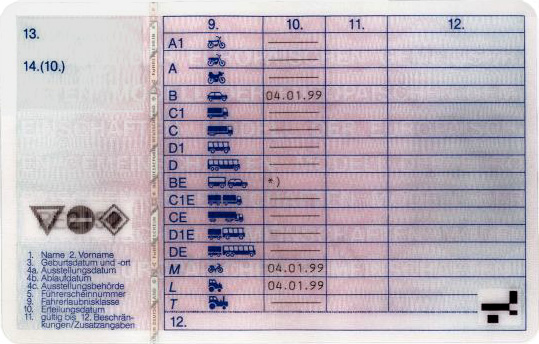
Carta de condução (modelo europeu) — verso

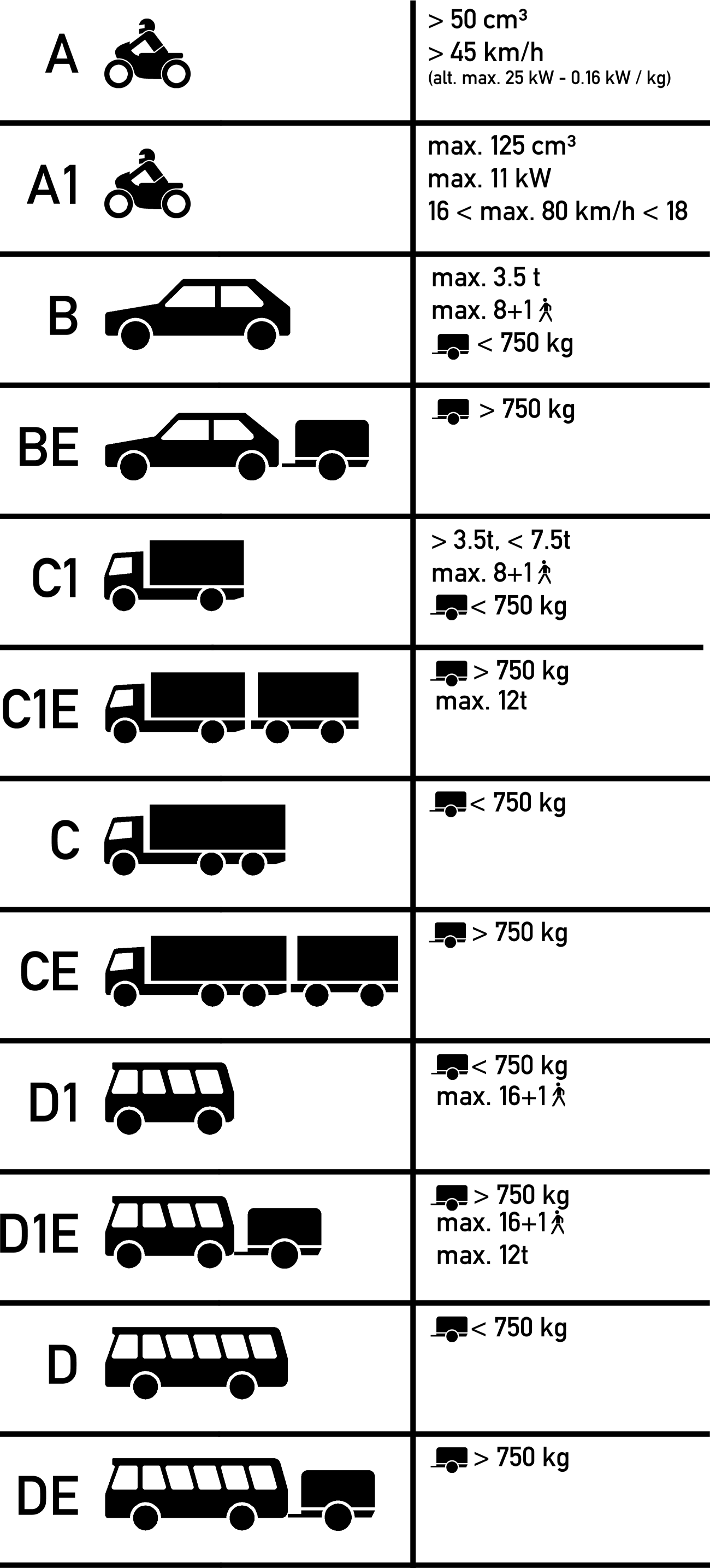
Categorias e subcategorias de veículos.

A carta de condução é o documento que atesta, em Portugal, a aptidão de um cidadão para conduzir veículos a motor na via pública.
Este documento é certificado em função da categoria do veículo a conduzir e segue-se, salvo casos específicos, a um exame teórico (exame do código de estrada) e outro prático (exame de condução); este último é obrigatório em qualquer uma das categorias. O único documento que o possuidor de um título de condução válido de qualquer Estado-membro da União Europeia pode conduzir livremente em todos os restantes Estados-membros com o mesmo. No entanto, se muitos países terceiros aceitam este documento europeu, outros exigem uma Licença Internacional de Condução, documento que em Portugal é emitido pelo Automóvel Clube de Portugal ou num balcão do Instituto da Mobilidade e dos Transportes - IMT, I. P.
Consoante a categoria do veículo a conduzir, a carta certifica a aptidão apenas nessa categoria ou, por extensão – normalmente através de um terceiro exame –, a várias categorias. Assim, como ilustra a tabela abaixo, cada categoria de veículos está sujeita a regulamentações distintas.
| Categoria | Descrição | Validade | Idade mínima       | Exame teórico |
| --------- | --- | -------- | ------------------ | ------------- |
| AM        | Ciclomotores e motociclos de cilindrada inferior a 50 cm³                                                                |          | 14                 | Sim           |
| A1        | Motociclos até 11kW de potência com cilindrada entre 50 cm³ e 125 cm³ e categoria AM                                     |          | 16                 | Sim           |
| A2        | Motociclos até 35 kW de potência e categorias AM e A1                                                                    |          | 18                 | Sim           |
| A         | Motociclos de potência superior a 35 kW e categorias AM, A1 e A2.                                                        |          | 24 ou 2 anos de A2 | Sim           |
| B1        | Quadriciclos Pesados (microcar)                                                                                          |          | 16                 | Sim           |
| B         | Veículos ligeiros; veículos de categoria A1 para maiores de 25 anos ou portadores de licença de condução de ciclomotores |          | 18                 | Sim           |
| C         | Veículos pesados de mercadorias                                                                                          |          | 21                 | Sim           |
| D         | Veículos pesados de passageiros                                                                                          | 65       | 24                 | Sim           |
| BE        | Veículos ligeiros com reboque                                                                                            |          | 18                 |               |
| CE        | Veículos pesados de mercadorias com reboque                                                                              | 65       | 21                 |               |
| DE        | Veículos pesados de passageiros com reboque                                                                              | 65       | 24                 |               |

Note-se que a categoria E é uma categoria especial para certificação da aptidão à condução de veículos com reboque automotivo.
Em Portugal, de acordo com o Decreto-Lei n.º 313/2009, de 27 de outubro, passou a ser obrigatória (desde 25 de janeiro de 2010) a realização de exames psicotécnicos para a obtenção ou revalidação de cartas de condução para as categorias que se incluam no Grupo II, nomeadamente:
- Categorias B e BE – para condutores de ambulâncias, de veículos de bombeiros, de transporte de passageiros de aluguer (i.e. táxis), de transporte escolar, e de transporte de mercadorias perigosas;
- Categorias C, CE, D e DE.

## Carta de condução de modelo europeu
Nos anos 1980, os países europeus iniciaram um processo de progressiva harmonização dos formatos e dos dados contidos nas respectivas cartas de condução, embora continuem a circular mais de 100 diferentes modelos de cartas de condução.
Um primeiro modelo europeu de carta de condução, em papel cor-de-rosa, foi instituído pela Directiva 80/1 263/CEE e reajustado pela Directiva 91/439/CEE. Este modelo circula ainda em Portugal.
Um segundo modelo europeu de carta de condução, em cartão plastificado, foi formalizado através da Directiva 96/47/CE, que altera a Directiva 91/439/CEE. Este modelo é utilizado nas cartas de condução actualmente emitidas em Portugal.
A coexistência de elementos comunitários uniformes e de outros elementos não uniformes cria diferenças em situações como a renovação, a validade da licença, casos de perda ou furto, exames de aptidão psíquica e física, entre outras.

## Carta de Condução por pontos
No dia 1 de Janeiro de 2016, entrou em vigor o regime de carta por pontos, sem efeitos retroativos e inexistência de amnistia para as contraordenações cometidas ao abrigo da atual lei. São atribuídos, a cada condutor, 12 pontos, que vão diminuindo à medida que são cometidas contraordenações graves e muito graves. Os crimes rodoviários também também passaram a ter relevância, com uma subtração de 6 pontos. No caso das contraordenações graves, os automobilistas perdem dois pontos e, nas muito graves, quatro.